# Денят на Страшния съд (2002)
Денят на Страшния съд (на английски: Judgment Day) е третото pay-per-view събитие от поредицата Денят на Страшния съд, продуцирано от Световната федерация по кеч (WWE). Събитието се провежда на 19 май 2001 г. в Нашвил, Тенеси.

## Обща информация
Два мача са рекламирани като главни; по един мач от всяко шоу. В главния от Разбиване, Гробаря побеждава Холивуд Хълк Хоган, за да спечели Безспорната титла на WWE. В главния мач от Първична сила, Ледения Стив Остин побеждава Рик Флеър и Грамадата в хандикап мач. Другите мачове включват Трите Хикса, който побеждава Крис Джерико в мач в адска клетка, Острието побеждава Кърт Енгъл в мач коса срещу коса.

## Резултати
| №                                         | Резултати                                                                                   | Правила                                               | Време |
| ----------------------------------------- | ------------------------------------------------------------------------------------------- | ----------------------------------------------------- | ----- |
| 1                                         | Еди Гереро (ш) побеждава Роб Ван Дам                                                        | Индивидуален мач за Интерконтиненталната титла на WWE | 10:17 |
| 2                                         | Триш Стратъс (ш) (с Бъба Рей Дъдли) поб. Стейси Киблър (с Дякон Батиста и Преподобни Дивон) | Индивидуален мач за Титлата при жените на WWE         | 2:54  |
| 3                                         | Брок Леснар и Пол Хеймън поб. Харди бойз (Джеф Харди и Мат Харди)                           | Отборен мач                                           | 4:47  |
| 4                                         | Ледения Стив Остин поб. Рик Флеър и Грамадата                                               | Хандикап мач                                          | 15:36 |
| 5                                         | Острието поб. Кърт Енгъл                                                                    | Мач коса срещу коса                                   | 15:30 |
| 6                                         | Трите Хикса поб. Крис Джерико                                                               | Мач в Адска клетка                                    | 24:31 |
| 7                                         | Рико и Рикиши поб. Били и Чък (ш)                                                           | Отборен мач за Отборните титли на WWE                 | 3:50  |
| 8                                         | Гробаря поб. Холивуд Хълк Хоган (ш)                                                         | Индивидуален мач за Безспорната титла на WWE          | 11:10 |
| - (ш) – указва шампиона/шампионите в мача |                                                                                             |                                                       |       |